# فرودگاه ملی کیتیرا آیلند
فرودگاه ملی کیتیرا آیلند (به انگلیسی: Kithira Island National Airport) یک فرودگاه همگانی با کد یاتا KIT است که یک باند فرود آسفالت دارد و طول باند آن ۱۴۶۱ متر است. این فرودگاه در کشور یونان قرار دارد و در ارتفاع ۳۱۹ متری از سطح دریا واقع شده است.

## شرکت‌های هواپیمایی و مقصدهای پروازی
| شرکت‌های هواپیمایی | مقصدهای پروازی |
| ----------------- | -------------- |
| الین‌ایر           | فصلی: سالونیک  |
| المپیک ایر        | آتن            |
| Sky Express       | آتن، زاکینثوس  |